# Better Man (miniserie)
Better Man, es una miniserie australiana transmitida en julio del 2013 por medio de SBS TV.
Better Man está basada en la verdadera historia de Van Tuong Nguyen, un joven vietnamita-australiano de 25 años de edad que es arrestado en Singapur, condenado por tráfico de drogas y sentenciado a la pena de muerte en el 2005.
La miniserie contó con la participación de los actores Freya Stafford, Mahesh Jadu, Lachlan Woods, entre otros...

## Historia
La serie sigue la historia del joven Van Nguyen, quien tiene una amorosa pero dura infancia junto a su hermano gemelo Khoa y su madre devota.
Exactamente cuánto estas dispuesto a hacer para salvar a tu familia?, para Van Tuong Nguyen la respuesta es lo que sea necesario y esto lo lleva a tomar la devastadora decisión de contrabandear 396 gramos heroína de Camboya a Australia a través de un cambió de avión en Singapur que no sale bien y Nguyen termina siendo arrestado y sentenciado a muerte. 
La historia culmina en una batalla legal de tres años y cómo los abogados Julian McMahon y Lex Lasry se unen para intentar luchar contra el gobierno de Singapur y así salvarle la vida a Nguyen, sin embargo los abogados no tienen éxito.

## Personajes

### Personajes Principales
| Actor            | Personaje          | Ocupación               | No. de Episodios |
| ---------------- | ------------------ | ----------------------- | ---------------- |
| Remy Hii         | Van Tuong Nguyen   | Traficante de Drogas    | 4                |
| Jordan Rodrigues | Khoa Nguyen        | -                       | 4                |
| David Wenham     | Julian McMahon     | Abogado                 | 4                |
| Bryan Brown      | Lex Lasry          | Abogado                 | 4                |
| Claudia Karvan   | Bernadette McMahon | -                       | 4                |
| Sachin Joab      | Ramesh             | Inspector de la Policía | 4                |

### Personajes Secundarios
| Actor               | Personaje   | Ocupación           | No. de Episodios |
| ------------------- | ----------- | ------------------- | ---------------- |
| Kate Nhung          | Vy          | -                   | 4                |
| Jayvee Mai The Hiep | Ang         | -                   | 4                |
| Hien Nguyen         | Kim Nguyen  | Madre de Van & Khoa | 3                |
| Aileen Huynh        | Kelly Ng    | -                   | 3                |
| Carmel Rose         | Rachel      | -                   | 3                |
| Paul Ireland        | Wallace     | Detective Inspector | 2                |
| Amanda Ma           | Helena      | Monja               | 2                |
| Felino Dolloso      | Alan        | -                   | 2                |
| Edwina Royce        | Angie       | -                   | 2                |
| Nicole Joy Tan      | Bronwyn Lew | -                   | 1                |
| Sukh Raj Deepak     | Lai         | Juez                | 1                |
| Anthony Ting        | Choi        | Juez                | 1                |
| Terry Lim           | Giang       | Padre               | 1                |
| Henry Qian          | Bronwyn Lew | Doctor              | 1                |

## Episodios
La miniserie estuvo conformada por cuatro episodios.

## Premios y nominaciones
| Año  | Categoría                                        | Premio                           | Nominado (a)                                                        | Resultado |
| ---- | ------------------------------------------------ | -------------------------------- | ------------------------------------------------------------------- | --------- |
| 2014 | Most Outstanding Actor                           | Silver Logie Award               | David Wenham                                                        | Nominado  |
| 2014 | Most Outstanding Newcomer                        | Graham Kennedy Award             | Remy Hii                                                            | Ganó      |
| 2014 | Most Outstanding Miniseries or Telemovie         | Silver Logie Award               | Better Man                                                          | Nominado  |
| 2014 | TV Mini Series                                   | Australian Directors Guild Award | Khoa Do                                                             | Ganó      |
| 2014 | Best Guest or Supporting Actor - Drama           | AACTA Award                      | David Wenham                                                        | Nominado  |
| 2014 | Best Lead Actor in a Television Drama            | AACTA Award                      | Remy Hii                                                            | Nominado  |
| 2013 | Telefeatures, TV Dramas & Mini Series            | NSW & ACT Silver Award           | Peter Holland                                                       | Ganó      |
| 2013 | Best Achievement in Sound for a Television Drama | ASSG Award                       | Scott Findlay, Keith Thomas, Livia Ruzic, Gerry Long & Scott Heming | Ganaron   |

## Producción
La miniserie fue dirigida-escrita por Khoa Do y producida por Stephen Corvini. En la cinematografía estuvo Peter A. Holland ACS y en la edición Rodrigo Balart.
La música de la miniserie estuvo bajo el cargo de Matteo Zingales.
La producción y rodaje de la miniserie comenzó en Melbourne, Australia y en la ciudad de Ho Chi Minh en Vietnam de octubre a diciembre del 2012. Algunas de las escenas que se muestran son del aeropuerto Changi de Singapur, la prisión de Changi y la sala de audiencias del tribunal Superior de Singapur, entre otros.
Antes de que comenzar con la producción de la minsierie Stephen Corvini, Khoa Do y Timothy Hobart investigaron la historia durante tres años. El abogado de Van: Julian McMahon y sus mejores amigos Kelly Ng, Bronwyn Lew y Goldgan Ng, todos sus confidentes más cercanos antes de su ejecución fueron consultores de la miniserie. La serie fue escrita por Do basado en entrevistas extensas, cartas personales enviadas por Van, transcripciones de la corte, declaraciones de su arresto y su súplica por clemencia.
La serie fue transmitida en julio del 2013 por medio de la cadena SBS International y más tarde retransmitida en febrero del 2014.